# Estación Adolfo Sourdeaux
Adolfo Sourdeaux es una estación ferroviaria ubicada en la localidad homónima, en el partido de Malvinas Argentinas, Provincia de Buenos Aires, Argentina.
Con anterioridad se la conocía como KM 30, nombre que popularmente aún se utiliza.

## Servicios
Es una estación intermedia del servicio diesel metropolitano que se presta entre las estaciones Retiro y Villa Rosa.

## Toponimia
El importante crecimiento de la población en los loteos aludidos determinó que el ferrocarril dispusiese, en abril de 1955, el establecimiento de un apeadero denominado km 30, punto equidistante entre las estaciones de Villa de Mayo y Don Torcuato.
La parada permanecerá por largos años con el nombre de km. 30. Casi dos décadas después, el 8 de enero de 1974, una resolución del Ministerio de Obras Públicas dispuso otorgarle el nombre de “Ingeniero Adolfo Sourdeaux”, en homenaje a este ingeniero francés de gran influencia en la formación del Partido de General Sarmiento (hoy Malvinas Argentinas).